# Menhir d'Usobelartza
Le menhir d'Usobelartza, connu également sous le nom d’Usobelartza zutarria ou d’Usobelartza menhirra, est un mégalithe datant du Néolithique ou de l'Âge du bronze situé dans la province du Guipuscoa, dans les montagnes basques.

## Situation
Le menhir se trouve à plus de 600 mètres d'altitude,, à proximité de la vallée de la rivière Leitzaran, et à une dizaine de kilomètres au sud-est d'Andoain.

## Description
Le monolithe, constitué de grès, a une hauteur d'1,45 m pour une largeur comprise entre 50 et 75 cm, et une épaisseur comprise entre 30 et 45 cm, ; son poids est estimé à 1 300 kg.

## Histoire
Le menhir est découvert (ou signalé) en 1980,.
Inclinée de 25 degrés en 1990, puis de 45 degrés en 2014, la pierre est redressée en octobre 2014,.